# Slalomeuropamästerskapen i kanotsport 2005
Slalomeuropamästerskapen i kanotsport 2005 anordnades den 24-26 juni i Tacen, Slovenien. 

## Medaljsummering

### Medaljtabell
| Pl.    | Nation         | Guld | Silver | Brons | Totalt |
| ------ | -------------- | ---- | ------ | ----- | ------ |
| 1      | Slovakien      | 3    | 1      | 1     | 5      |
| 2      | Tyskland       | 2    | 4      | 1     | 7      |
| 3      | Tjeckien       | 1    | 2      | 2     | 5      |
| 4      | Slovenien      | 1    | 1      | 0     | 2      |
| 5      | Österrike      | 1    | 0      | 1     | 2      |
| 6      | Frankrike      | 0    | 0      | 1     | 1      |
| 6      | Italien        | 0    | 0      | 1     | 1      |
| 6      | Storbritannien | 0    | 0      | 1     | 1      |
| Totalt | Totalt         | 8    | 8      | 8     | 24     |

### Herrar
| Gren    | Guld | Poäng  | Silver                                                                                          | Poäng  | Brons | Poäng  |
| C-1     | Stefan Pfannmöller (GER)                                                                                        | 200,55 | Alexander Slafkovský (SVK)                                                                      | 201,32 | Stuart McIntosh (GBR)                                                                                        | 201,74 |
| C-1 lag | Slovakien Juraj Minčík Michal Martikán Alexander Slafkovský                                                     | 227,33 | Tyskland Nico Bettge Jan Benzien Stefan Pfannmöller                                             | 227,57 | Tjeckien Jan Mašek Stanislav Ježek Tomáš Indruch                                                             | 230,12 |
| C-2     | Tjeckien Jaroslav Volf Ondřej Štěpánek                                                                          | 211,60 | Tjeckien Marek Jiras Tomáš Máder                                                                | 212,82 | Slovakien Ladislav Škantár Peter Škantár                                                                     | 213,08 |
| C-2 lag | Slovakien Pavol Hochschorner & Peter Hochschorner Milan Kubáň & Marián Olejník Ladislav Škantár & Peter Škantár | 241,69 | Tyskland Kay Simon & Robby Simon Marcus Becker & Stefan Henze Christian Bahmann & Michael Senft | 241,91 | Frankrike Philippe Quemerais & Yann Le Pennec Christophe Luquet & Pierre Luquet Martin Braud & Cédric Forgit | 247,83 |
| K-1     | Helmut Oblinger (AUT)                                                                                           | 187,39 | Peter Kauzer (SLO)                                                                              | 188,25 | Erik Pfannmöller (GER)                                                                                       | 188,86 |
| K-1 lag | Slovenien Andrej Nolimal Peter Kauzer Dejan Kralj                                                               | 208,75 | Tyskland Erik Pfannmöller Fabian Dörfler Alexander Grimm                                        | 211,86 | Italien Pierpaolo Ferrazzi Stefano Cipressi Daniele Molmenti                                                 | 213,75 |

### Damer
| Gren    | Guld                                                     | Poäng  | Silver                                              | Poäng  | Brons                                                          | Poäng  |
| K-1     | Mandy Planert (GER)                                      | 216,01 | Štěpánka Hilgertová (CZE)                           | 216,32 | Irena Pavelková (CZE)                                          | 219,08 |
| K-1 lag | Slovakien Gabriela Zamišková Jana Dukátová Elena Kaliská | 253,49 | Tyskland Claudia Bär Mandy Planert Heike Frauenrath | 263,61 | Österrike Julia Schmid Violetta Oblinger-Peters Corinna Kuhnle | 288,47 |